# Indische Cricket-Nationalmannschaft in England in der Saison 1971
Die Tour der indischen Cricket-Nationalmannschaft nach England in der Saison 1971 fand vom 22. Juli bis zum 24. August 1971 statt. Die internationale Cricket-Tour war Bestandteil der Internationalen Cricket-Saison 1971 und umfasste drei Tests. Indien gewann die Serie 1–0.

## Vorgeschichte
England spielte zuvor eine Tour gegen Pakistan, für Indien war es die erste Tour der Saison.
Das letzte Aufeinandertreffen der beiden Mannschaften bei einer Tour fand in der Saison 1967 in England statt.

## Stadien
Die folgenden Stadien wurden für die Tour als Austragungsort vorgesehen.
| Stadion                     | Stadt      | Kapazität | Spiele  |
| --------------------------- | ---------- | --------- | ------- |
| The Oval                    | London     | 23.500    | 3. Test |
| Lord’s Cricket Ground       | London     | 30.000    | 1. Test |
| Old Trafford Cricket Ground | Manchester | 19.000    | 2. Test |

## Kaderlisten
Die beiden Mannschaften benannten die folgenden Kader.
| Test | Test |
| England | Indien |
| --- | --- |
| - Ray Illingworth (K) - Dennis Amiss - Geoff Boycott - Basil D’Oliveira - John Edrich - Keith Fletcher - Norman Gifford - Richard Hutton - John Jameson - Alan Knott (wk) - eter Lever - Brian Luckhurst - John Price - John Snow - Derek Underwood | - Ajit Wadekar (K) - Syed Abid Ali - Bishan Singh Bedi - Bhagwath Chandrasekhar - Farokh Engineer (wk) - Sunil Gavaskar - Ashok Mankad - Dilip Sardesai - Eknath Solkar - Srinivas Venkataraghavan - Gundappa Viswanath |

## Tour Matches
Indien bestritt 16 Tour Matches während der Tour.

## Tests

### Erster Test in London
| 22. – 27. Juni Scorecard | London (Lord’s) | England 304 (139.3) & 191 (98.5) | – | Indien 313 (165.3) & 145-8 (50) |
|                          |                 | Remis                            |   |                                 |

England gewann den Münzwurf und entschied sich als Schlagmannschaft zu beginnen.

### Zweiter Test in Manchester
| 5. – 10. August Scorecard | Manchester | England 386 (160.4) & 245-3d (66) | – | Indien 212 (93) & 65-3 (27) |
|                           |            | Remis                             |   |                             |

England gewann den Münzwurf und entschied sich als Schlagmannschaft zu beginnen.

### Dritter Test in London
| 19. – 24. August Scorecard | London (Oval) | England 355 (108.4) & 101 (45.1) | – | Indien 284 (117.3) & 174-6 (101) |
|                            |               | Indien gewinnt mit 4 Wickets     |   |                                  |

England gewann den Münzwurf und entschied sich als Schlagmannschaft zu beginnen.